# Тімо Сарпанева
Тімо Тапані Сарпанева  (фін. Timo Tapani Sarpaneva; 31 жовтня 1926, Гельсінкі — 6 жовтня 2006, Гельсінкі) — фінський дизайнер та скульптор ХХ століття, один із провідних майстрів фінського промислового дизайну, роботи якого поєднують оригінальні художні рішення з прикладною функцією розроблюваного об'єкта, а новаторські модерністські ідеї переплітаються з традиційними формами. У світі відомий завдяки своїм роботам зі скла, хоча охоче працював і з іншими матеріалами: металом, деревом, тканинами, порцеляною. Вироби Сарпанева, створені протягом майже семи десятиліть його творчої кар'єри, входять до золотого фонду національної школи дизайну та лежать в основі репутації Фінляндії як одного з лідерів у галузі художнього оформлення побуту. Діяльність Тімо Сарпанева тісно пов'язана з компанією «Iittala», для якої він розробив логотип (біла мала літера i на фоні червогоно кола).

логотип компанії «Iittala»

## Біографія
Сарпанева в 1949 році закінчив відділення графічного дизайну Центральної школи мистецтв та ремесел (сьогодні — Вища школа мистецтв, дизайну та архітектури Університету Аалто).
В 1951 році — почав працювати на фабриці «Iittala».

## Визнання та нагороди
- 1954: Гран-прі за дизайн скла, Міланське триєнале
- 1956: Нагорода «Найкрасивіший предмет року» (англ. The Most Beautiful Object of the Year), США
- 1956: Перший приз в категорії «Художнє скло», перший приз в категорії «Посуд», Музей сучасних ремесел, Нью-Йорк
- 1956: Приз Луннінга (англ. Lunning Prize), призначається видатним майстрам скандинавського дизайну
- 1957: Гран-прі за виставковий архітектурний дизайн, XI Міланське триєнале
- 1957: Гран-прі за художнє скло та посуд, XI Міланське триєнале
- 1958: Медаль та премія Pro Finlandia
- 1963: Міжнародна дизайнерська премія (англ. International Design Award) за художні об'єкти зі скла, скляне та чавунне начиння, Американський інститут інтер'єрного дизайну (англ. American Institute of Interior Designers)
- 1976: Золота медаль президента Італії за вироби із порцеляни фабрики Rosenthal AG, Німеччина
- 1993: Премія Фінляндії (фін. Suomi Award), Гельсінкі

## Галерея

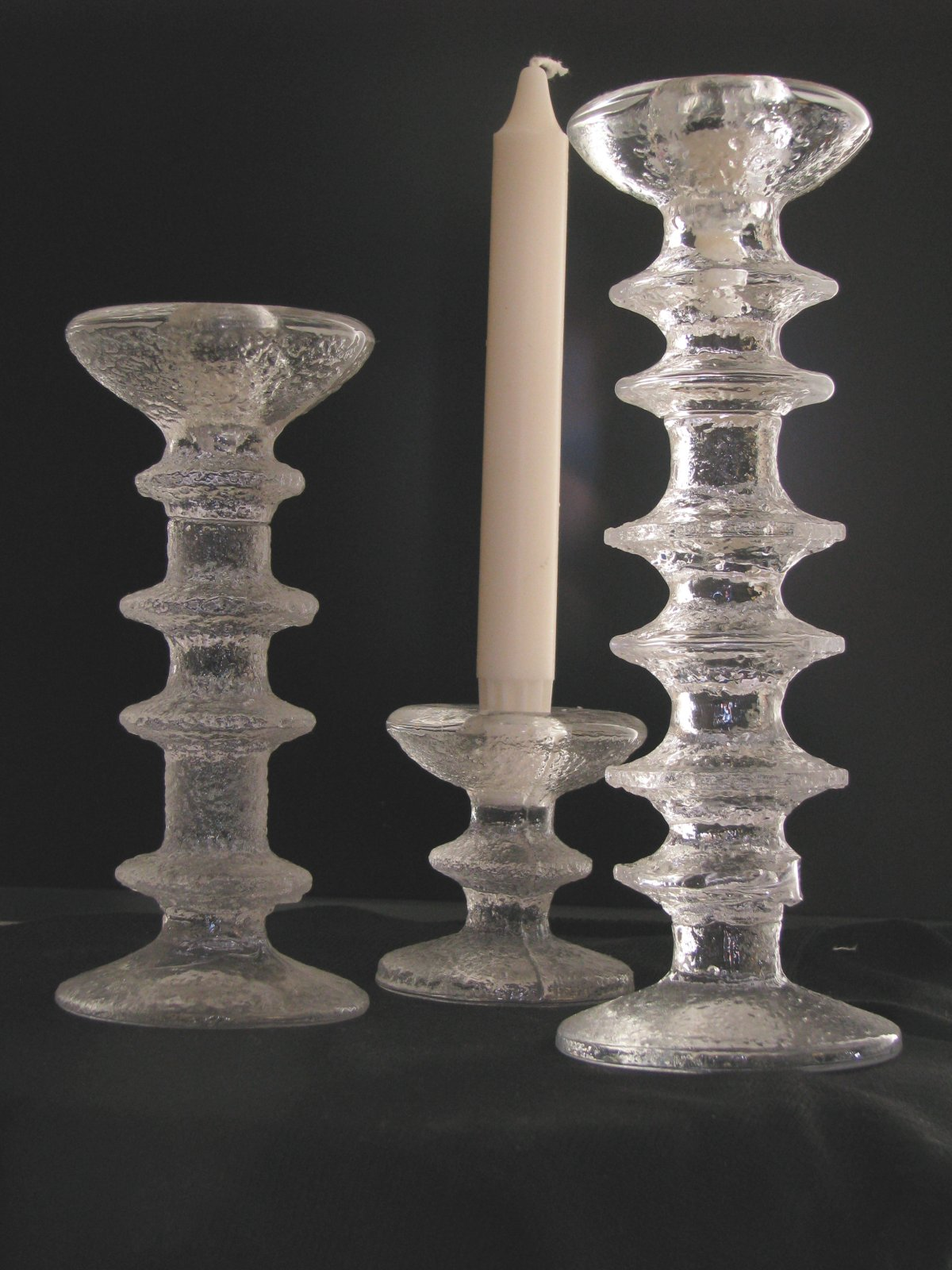
Підсвічники Festivo, Iittala.
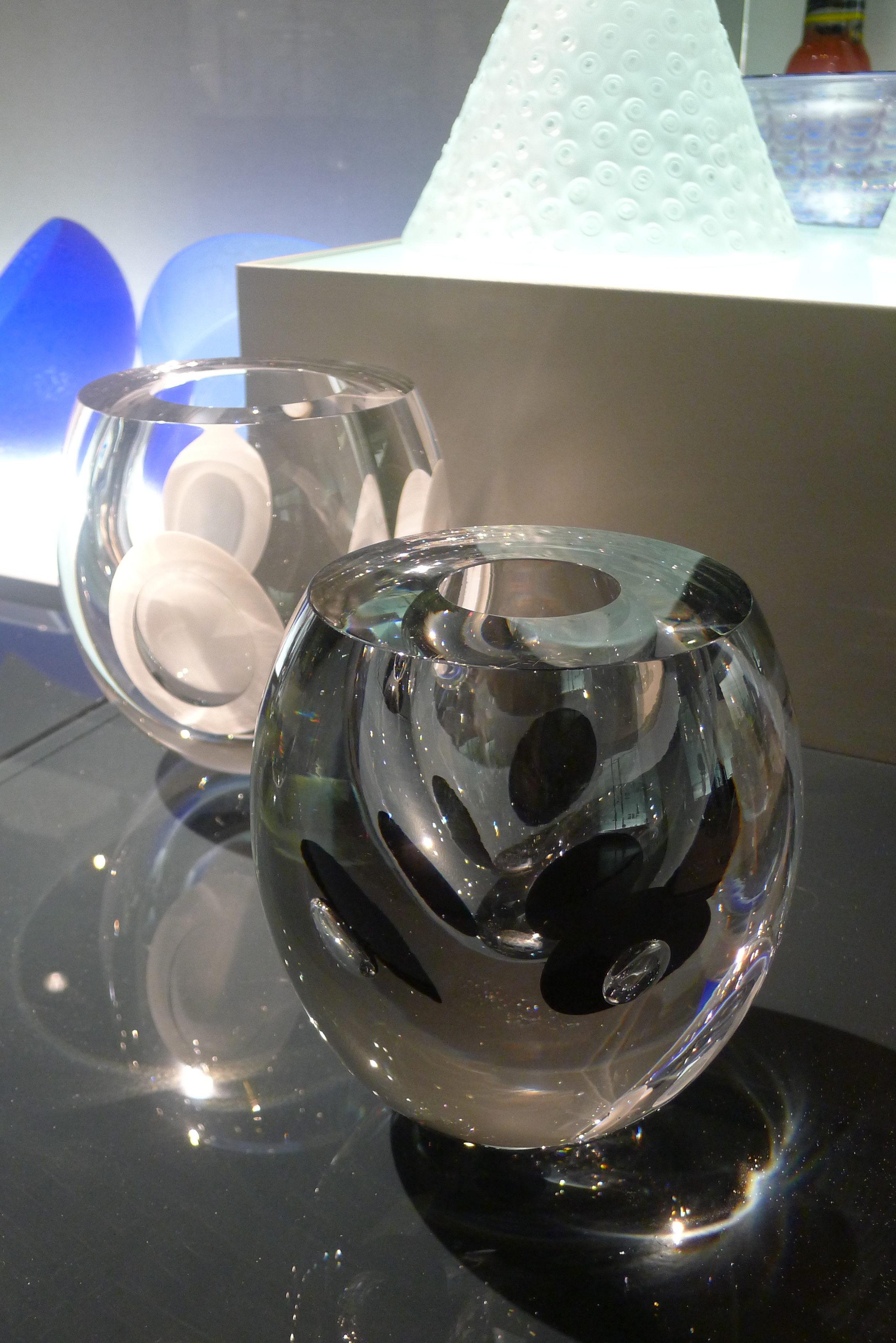
Claritas, Iittala (1983).
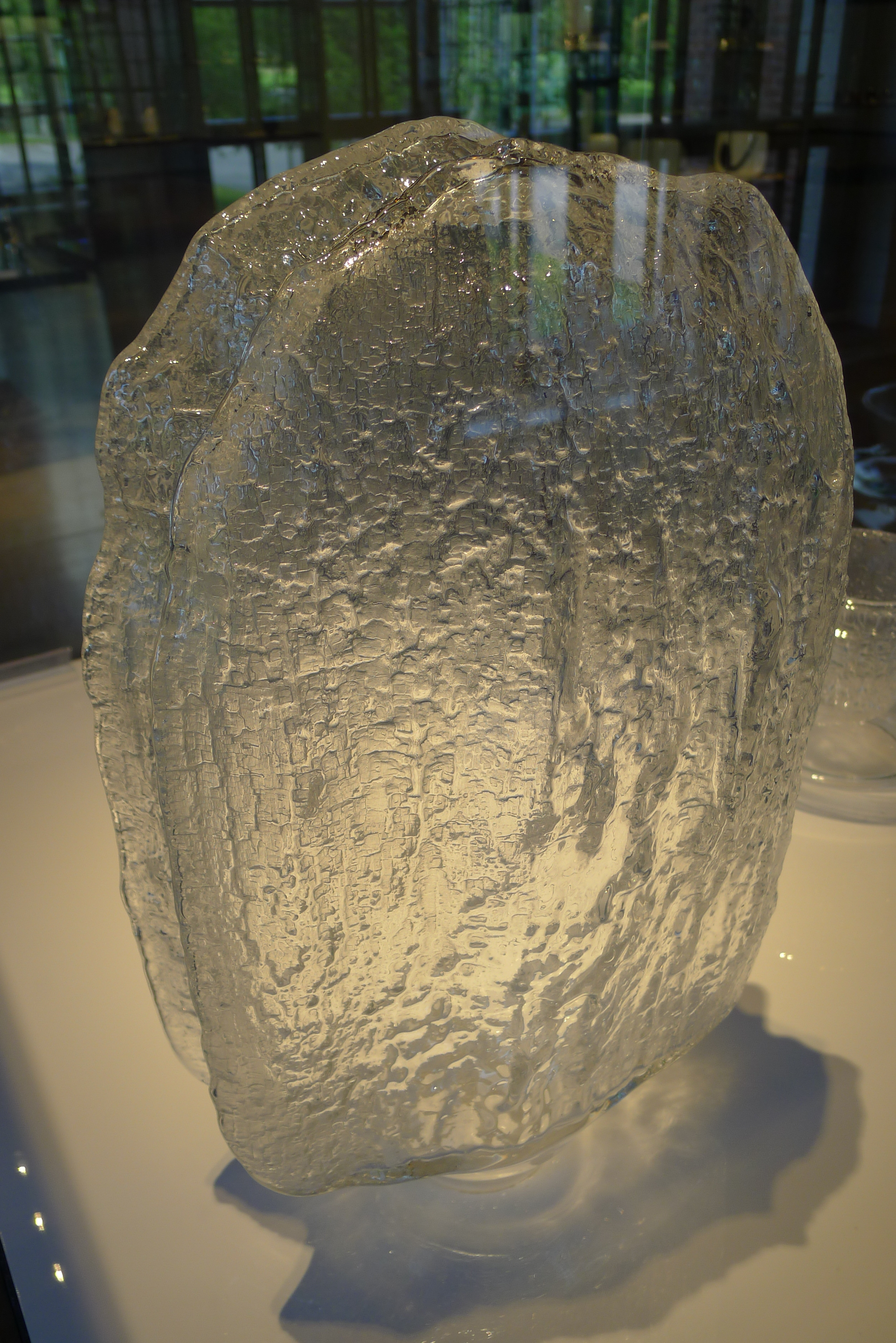
Finlandia, Iittala (1968).
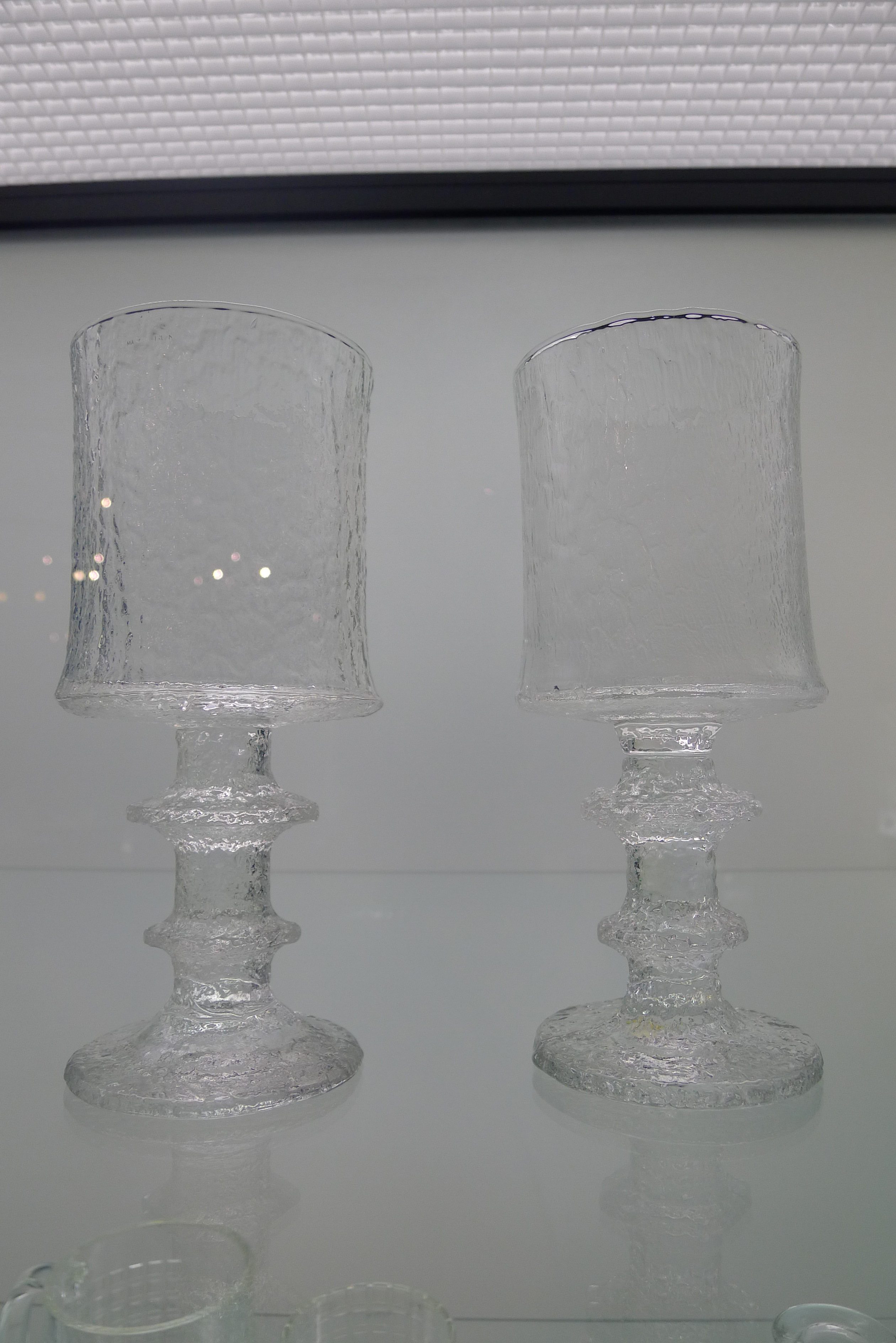
Келихи Festivo, Iittala (1968).
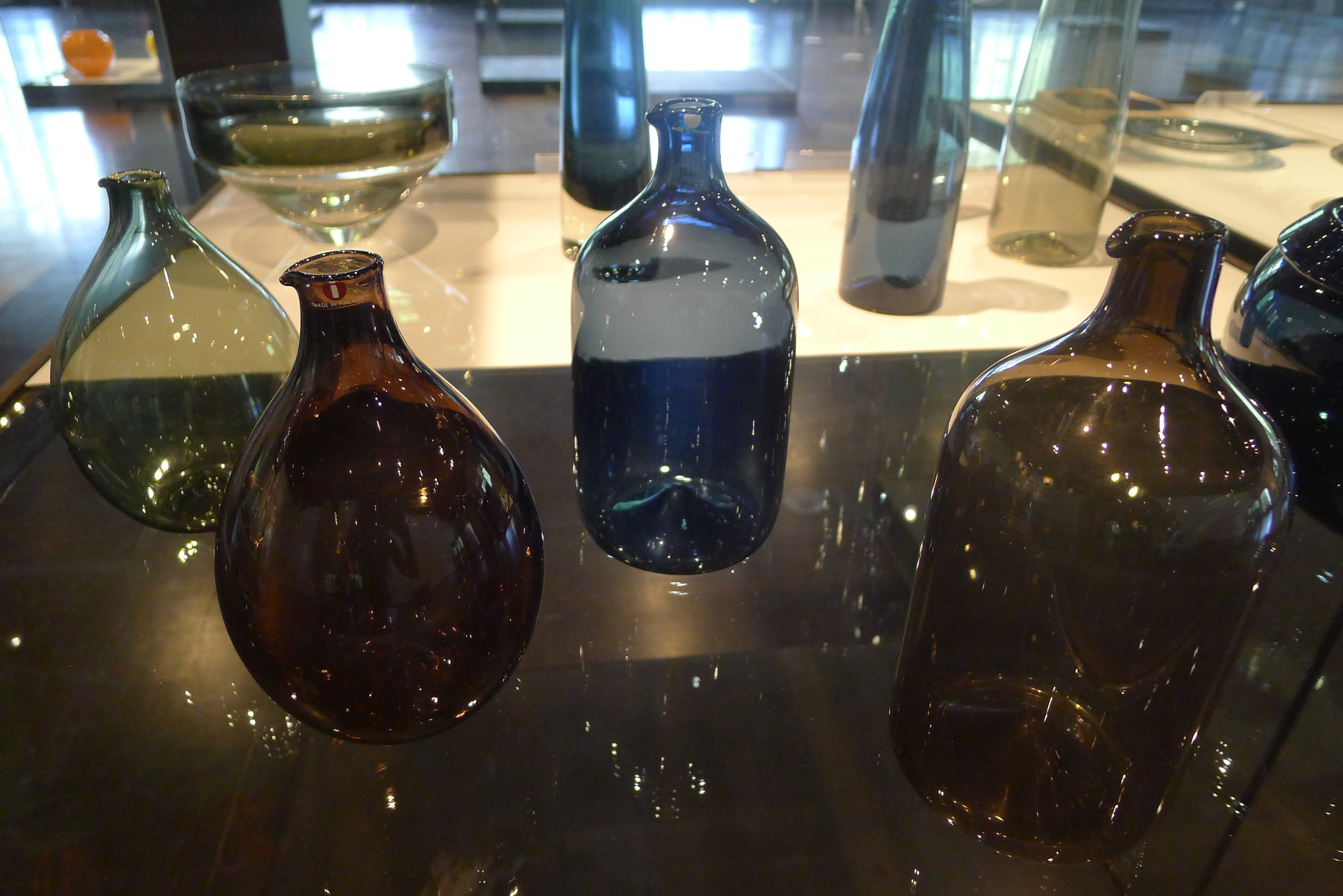
Декоративні пляшки Lintupullot, Iittala (1956).
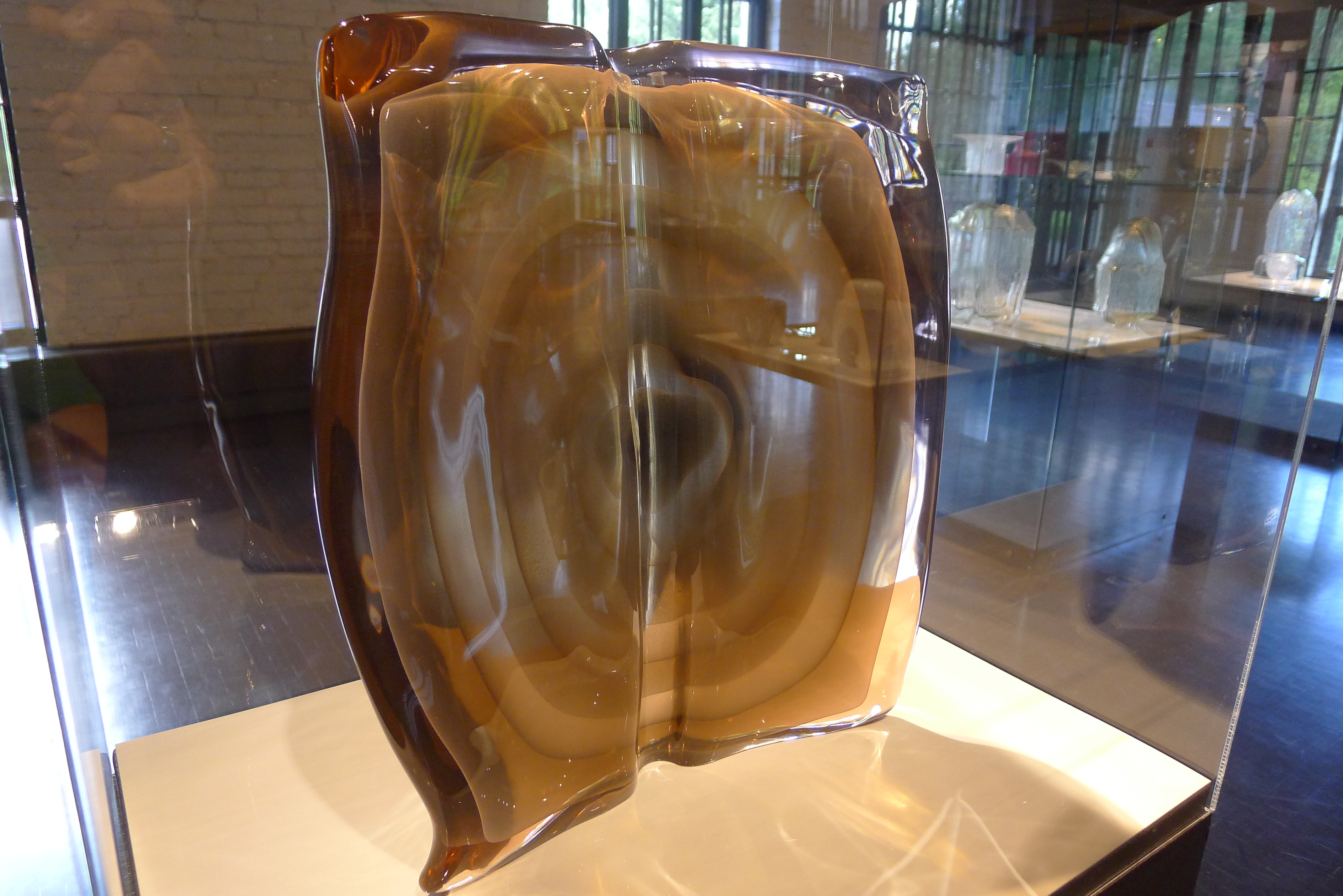
Liber Mundi, Studio Pino Signoretto (1999).
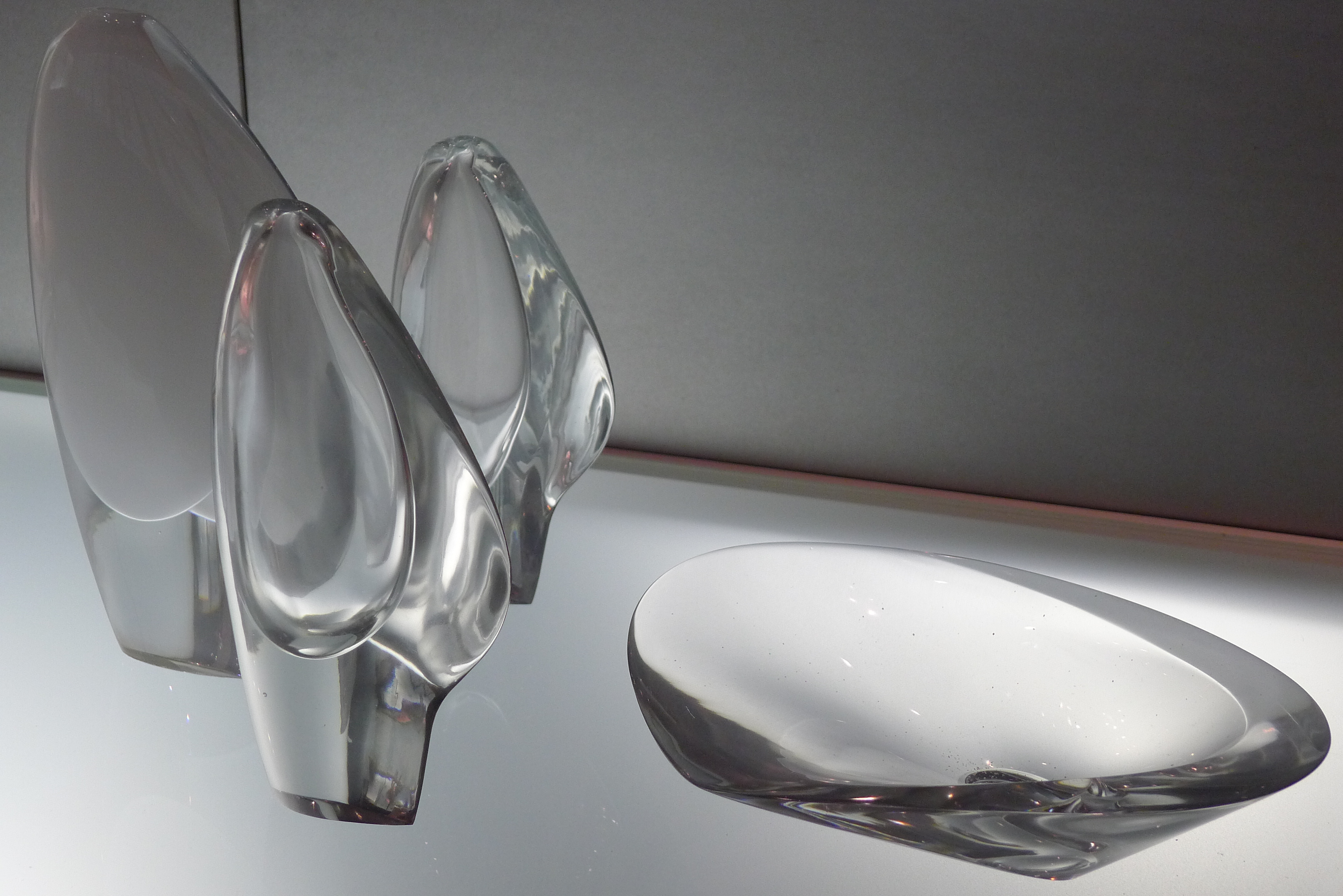
Lansetti, Iittala (1952)